# Sundsvalls läroverk för flickor
Sundsvalls läroverk för flickor (Sundsvalls flickskola) var verksamt i Sundsvall från 1909 till 1931 i en byggnad på Floragatan 4. Sedan år 2006 fungerar byggnaden som Kyrkans hus, där Sundsvalls  församling inom Svenska kyrkan har samlat sin administration, och bedriver musikcafeer, studiecirklar och annan verksamhet.

## Historia
1871 grundades Elementarskolan för flickor vari 1877 uppgick en år av Emilia Gyllekratz inrättad flickskola. Skolan namnändrades 1880 till Sundsvalls läroverk för flickor. Från 1906 bli skolan i praktiken styrd av staden som redan tidigare till stor del finansierat verksamheten. 1909 fick skolan rätt utfärda avgångsbetyg. 1913 inrättas ett treårigt latingymnasium. 1927 fick flickor tillträde till de i allmänna läroverken och 1928 påbörjas avvecklingen av gymnasiet (läroverket), slutförd 1931. 1930 övertas skolan av Sundsvalls stad, varefter skolan omvandlades till en kommunal flickskola, med namnet Floraskolan, vilken i sin tur definitiv upphörde 1967. Studentexamen gavs från 1916 till 1931.